# Victoria (Guanajuato)
Victoria  è un comune dello stato di Guanajuato, nel Messico centrale, capoluogo dell'omonima municipalità.
La popolazione della municipalità è di 19.820 abitanti (2010) e ha un'estensione di 1.050,188 km².